# Psalm 25
Psalm 25 is een psalm uit de Psalmen in de Hebreeuwse Bijbel en een psalm van David. Het is een gebed. Vooral het 2e vers is bekend: "HEER', ai, maak mij Uwe wegen" — in de Nieuwe Bijbelvertaling vers 4: "Maak mij, HEER, met uw wegen vertrouwd".
De verzen vormen in het Hebreeuws een acrostichon die het Hebreeuws alfabet vormen, met uitzondering van de letters beet, waw en koef, die volgens Joodse verklaarders tezamen genomen verwijzen naar het woord gehinom (in oudere vertalingen van het Nieuwe Testament vaak vertaald als 'hel').

## Trivia
- Uit een onderzoek onder organisten in de Gereformeerde Gezindte (van mei 2000 tot mei 2001) bleek dat Psalm 25 de op twee na meest gezongen psalm is in reformatorische erediensten.[2] Alleen Psalm 119 en Psalm 89 worden vaker gezongen.